# 레일바이크
레일바이크(한국어식 영어: rail bike, 영어: draisine) 또는 궤도자전거(軌道自轉車)는 철로 위에서 페달을 밟아 철로 위를 움직이는 탈것의 하나이다. 선로 보수용이나 관광용 등 다양한 활용 방법이 있다. 바른 영어식 표현은 Draisine으로, 레일바이크는 대한민국의 코레일관광개발에서 창안한 궤도자전거에 대한 상품명(서비스표)명이며 그 외의 국가에서는 쓰이지 않는다.

## 개요
선로 위를 달리기 때문에 분류상 철도에 해당한다. 형상은 이륜자전거를 개조한 것이나 새롭게 제조한 사륜형도 있다. 자전거와 같이 인력으로 구동하는 것도 있으며, 모터사이클처럼 엔진으로 구동하는 것도 있다. 방향전환시에는 선로로부터 들어 올려서 방향을 바꿀 필요가 있지만, 메이커에 따라서는 전진 및 후진이 가능한 타입도 있다.
엔진을 부착한 레일바이크 차량의 경우에는 운전 방법은 모터사이클처럼 스로틀 그립을 돌리거나, 오른손 엄지 손가락으로 스로틀 레버를 조작하는 것 또는 브레이크 조작과 스로틀 조작이 일체가 된 조작 레버를 조작하는 것도 있다.

## 대한민국에서의 레일바이크
대한민국에서는 레일바이크를 관광용으로 활용하는 사례가 보편화되었다. 가장 먼저 생긴 레일바이크는 문경 철로자전거(2004년)이다.
레일바이크라는 명칭은 2005년 정선 레일바이크 사업장에 개장되면서 처음 사용되었으며, 정선레일바이크 운영사인 코레일관광개발에서 "레일바이크"라는 단어를 서비스표 등록하였다. 정선레일바이크가 유명해지자 이후 개장한 사업장에서 대부분 레일바이크라는 단어를 사용하면서 보편화된다.
대한민국의 관광용 레일바이크는 아래와 같다.
| 이름                             | 행정 구역      | 구간                                                                                | 최초 개업일      | 특징                                                                               |
| -------------------------------- | -------------- | ----------------------------------------------------------------------------------- | ---------------- | ---------------------------------------------------------------------------------- |
| 문경 철로자전거                  | 경북 문경      | 진남역↔구랑리 7.2km · 구랑리역↔먹뱅이 6.6km 문경역↔마원 3.8km · 가은역↔먹뱅이 6.4km | 2004년 4월 1일   | 문경선과 가은선 활용. 가장 먼저 생김.                                              |
| 정선 레일바이크                  | 강원 정선      | 아우라지역-구절리역 6.7km                                                           | 2005년 7월 1일   | 정선선 운행 중지 구간 활용.                                                        |
| 섬진강 기차마을 레일바이크       | 전남 곡성      | 침곡역-가정역 5.1km · 곡성역 구내 0.5km                                             | 2005년 11월      | 전라선 폐선 부지 활용.                                                             |
| 광나루자전거공원 레일바이크      | 서울 강동      | 공원 내부 0.7km                                                                     | 2009년 9월 15일  | 각파이프 레일을 사용.                                                              |
| 양평 레일바이크                  | 경기 양평      | 원덕역-용문역 4.2km                                                                 | 2010년 5월 3일   | 중앙선 폐선 부지 활용.                                                             |
| 삼척 해양 레일바이크             | 강원 삼척      | 궁촌역-용화역 5.37km                                                                | 2010년 7월       | 동해중부선 폐지 노반 활용.                                                         |
| 남평역 레일바이크                | 전남 나주      | 남평역 구내 0.25km                                                                  | 2011년           | 남평역을 녹색철도 체험, 문화, 생활공간으로 만들 계획의 일환.                       |
| 진위천 시민유원지 레일바이크     | 경기 평택      | 진위천변 약 1.2km                                                                   | 2011년 5월       |                                                                                    |
| 웨스토피아 레일바이크            | 충남 보령      | 리조트 내부 2.5km                                                                   | 2011년 11월      | 남포선 폐선 부지 활용.                                                             |
| 강촌레일파크 레일바이크          | 강원 춘천      | 김유정역→휴게소→8.5km                                                               | 2012년 8월 10일  | 경춘선 폐선 부지 활용.                                                             |
| 여수해양 레일바이크              | 전남 여수      | 만성리역-여수역 3.5km                                                               | 2012년 9월 27일  | 전라선 폐선 부지 활용.                                                             |
| 아산 레일바이크                  | 충남 아산      | 도고온천역↔선장역 5.2km                                                             | 2013년 5월 4일   | 장항선 폐선 부지 활용.                                                             |
| 원주레일파크 레일바이크          | 강원 원주      | 간현역-판대역 7.8km                                                                 | 2013년 6월 8일   | 중앙선 폐선 부지 활용.                                                             |
| 화천 철도테마파크 레일바이크     | 강원 화천      | 붕어섬 내 1.2km                                                                     | 2013년 7월       |                                                                                    |
| 제주레일파크 레일바이크          | 제주           | 용눈이오름 일원 4km                                                                 | 2013년 10월 19일 | 동력원이 모터임.                                                                   |
| 정동진 레일바이크                | 강원 강릉      | 모래시계공원 정동진 왕복 4.7km                                                      | 2014년 8월 1일   | 레일바이크를 위한 선로 신설, 코레일관광개발(주) 운영                               |
| 하이원추추파크 레일바이크        | 강원 태백·삼척 | 스카이스테이션→추추스테이션 7.7km                                                   | 2014년 9월 30일  | 영동선 폐선 부지 활용.                                                             |
| 가평레일파크 레일바이크          | 경기 가평      | 경강역→가평철교→경강역 8km                                                          | 2015년 9월 24일  | 경춘선 폐선 부지 활용.                                                             |
| 전주한옥레일바이크               | 전북 전주      | 아중역↔왜망실 3.4km                                                                 | 2016년 3월 19일  | 전라선 폐선 부지 활용.                                                             |
| 의왕 레일바이크                  | 경기 의왕      | 왕송호수 순환 4.3km                                                                 | 2016년 4월 20일  | 사업 여부에 대한 찬반 양론이 갈등했으나, 진행하는 것으로 결정되어 2015년 7월 착공. |
| 낙동강레일파크 레일바이크        | 경남 김해      | 낙동철교-생림터널 1.7km                                                             | 2016년 4월 29일  | 경전선 폐선 부지 활용.                                                             |
| 청도 레일바이크                  | 경북 청도      | 청도읍 유호리 일대 5km                                                              | 2016년 7월 1일   | 경부선 폐선 부지 활용.                                                             |
| 영종도 씨사이드파크 레일바이크   | 인천 중구      | 씨사이드파크 구내                                                                   | 2017년 4월 29일  |                                                                                    |
| 하동레일파크 레일바이크          | 경남 하동      | 양보역→구 북천역 5.3km                                                              | 2017년 5월 13일  | 경전선 폐선 부지 활용.                                                             |
| 철도박물관 레일바이크            | 경기 의왕      | 박물관 내부                                                                         | (2010년 7월 3일) | 구간을 절반씩 나눠 철로와 도로를 넘나들며 달림. 동력원이 모터이며, 현재 운행 중지. |
| 진주 레일바이크                  | 경남 진주      | 독산리↔망경동 4km                                                                   | (2014년 9월 6일) | 경전선 폐선 부지 활용. 2016년 10월 운행 중지.                                      |
| 경기영어마을 파주캠프 레일바이크 | 경기 파주      | 캠프 내부 1.1km                                                                     | 2011년 6월 1일   | 기설 트램 선로 활용.                                                               |

## 사진

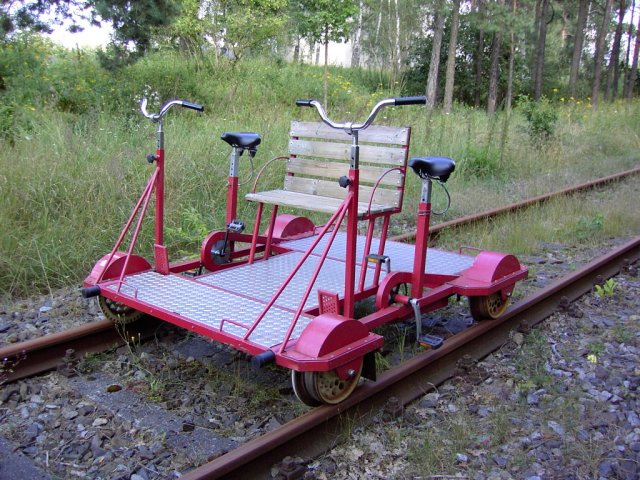
사륜 레일바이크
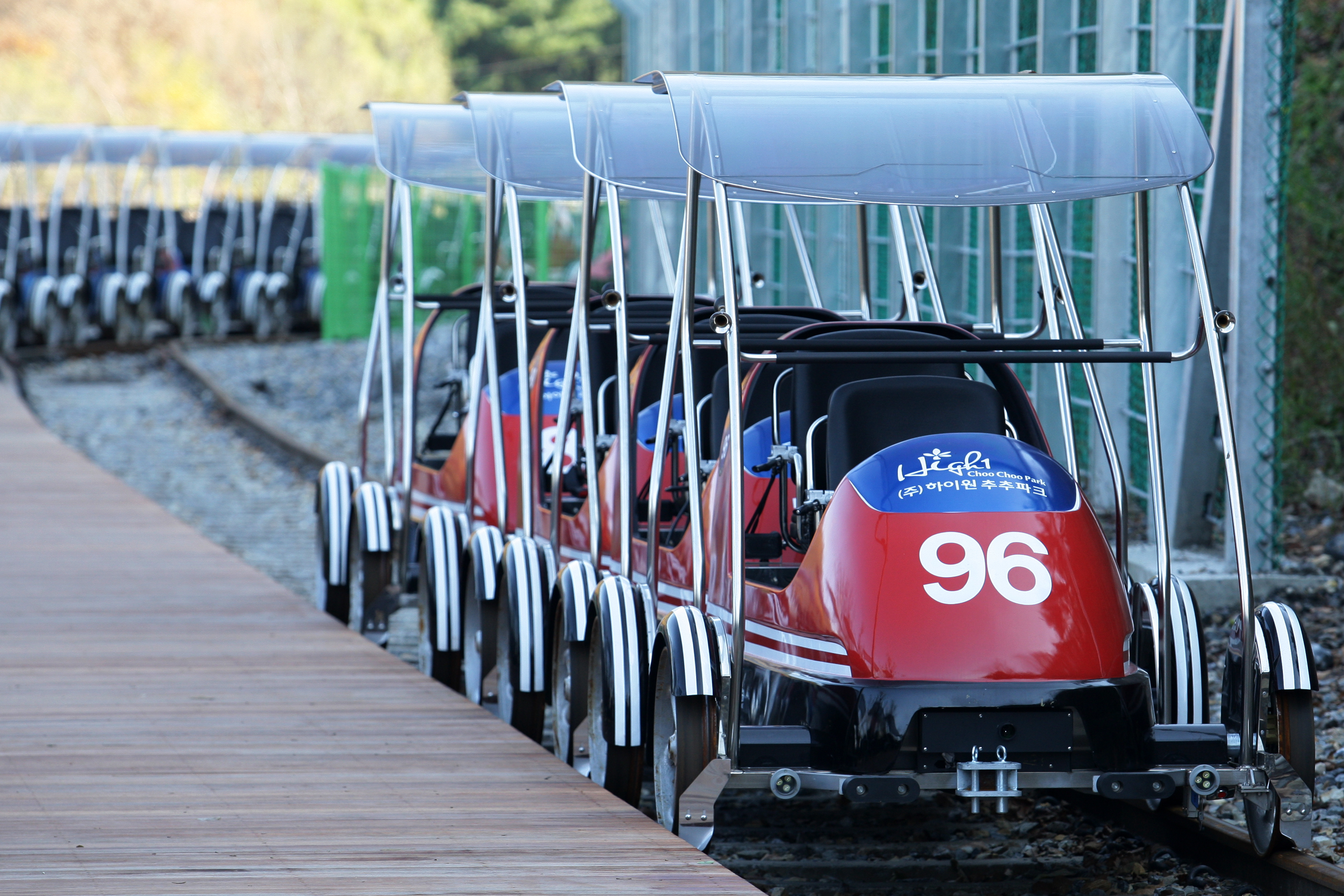
레일바이크 2인승
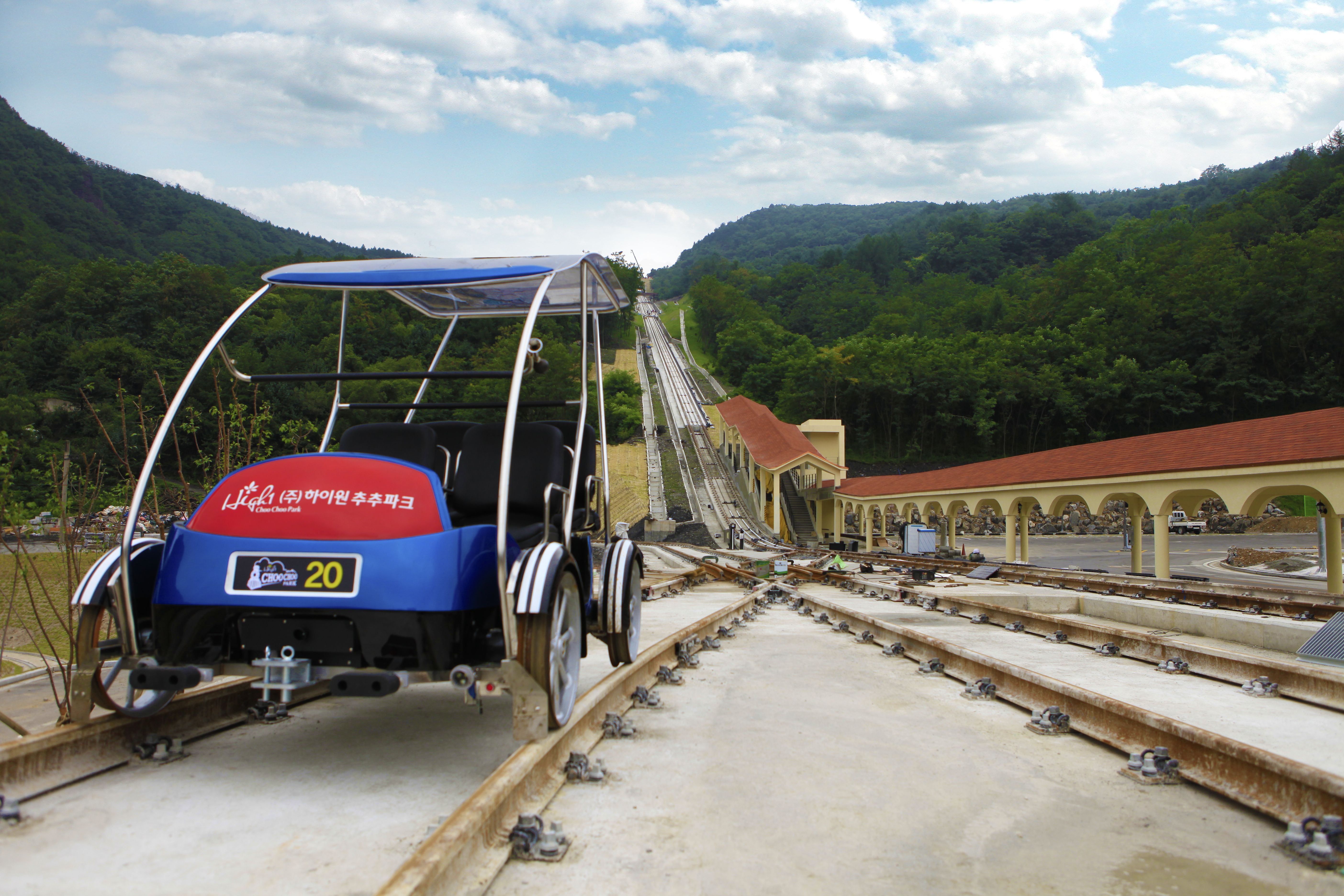
레일바이크 4인승
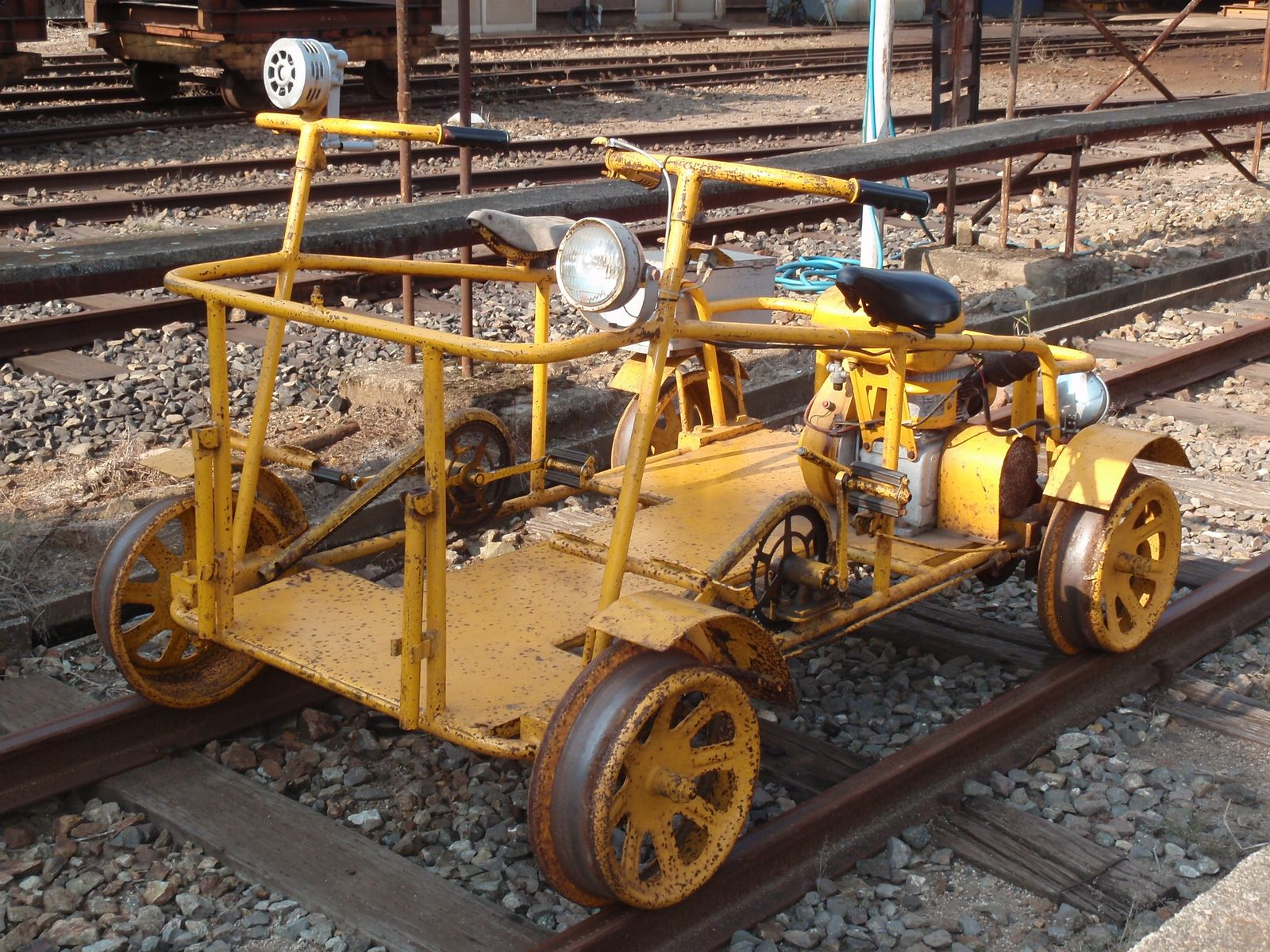
엔진 또는 전동기가 부착된 사륜 레일바이크 차량
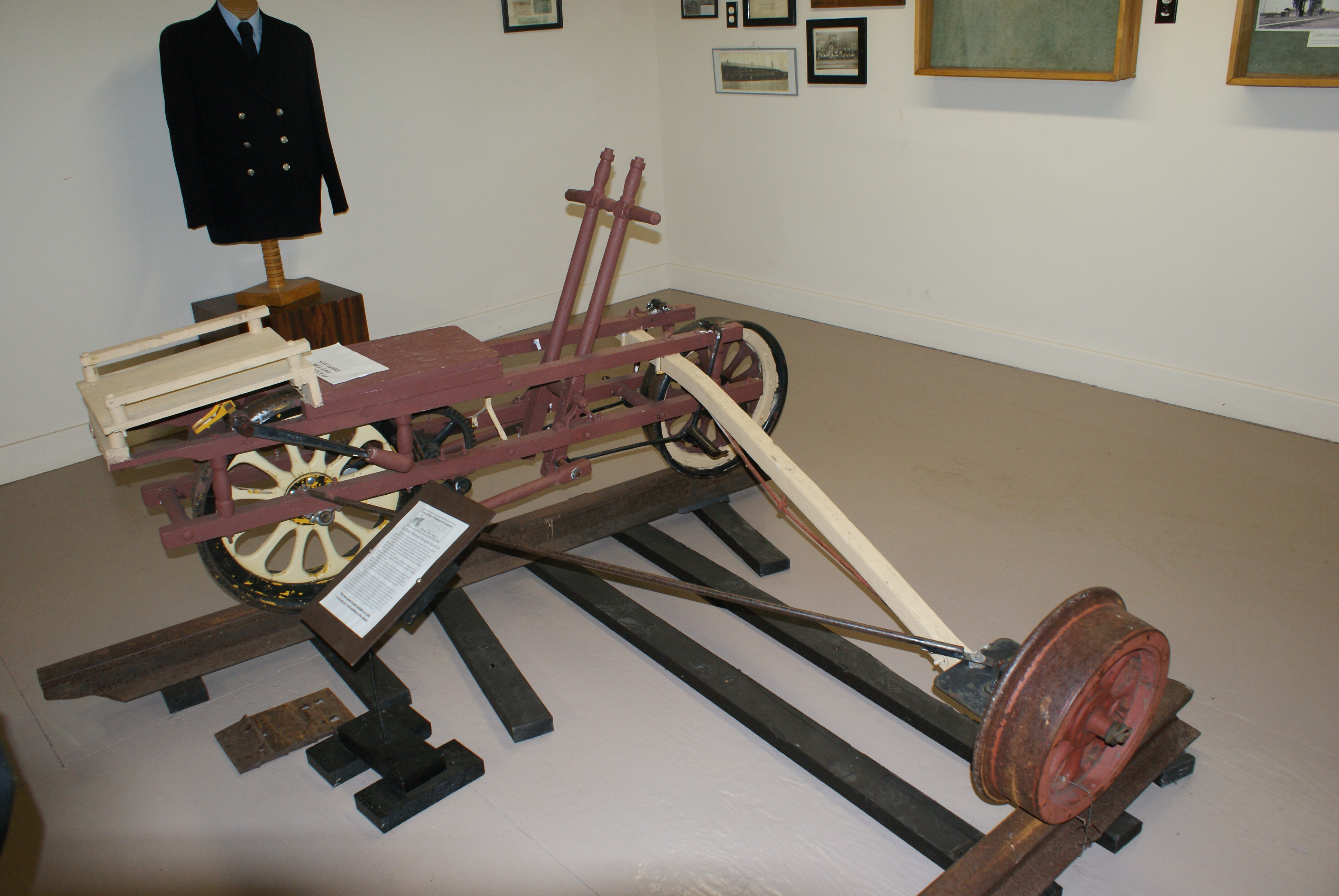
삼륜 레일바이크

## 같이 보기
- 수압식 철도